# 鲍集镇 (盱眙县)
鲍集镇，是中华人民共和国江苏省淮安市盱眙县下辖的一个乡镇级行政单位。2018年7月与铁佛镇合并，设立新的鲍集镇。以原铁佛镇、鲍集镇所辖区域为鲍集镇行政区域，鲍集镇人民政府驻鲍集居委会境内，办公地址为府前街9号。

## 行政区划
鲍集镇下辖以下地区：
铁佛社区、邓圩社区、新圩村、花园嘴村、杨滩村、召四村、李圩村、召五村、召六村、河洪村、赵圩村、仙墩村、西巷村和邹黄村、鲍集社区、肖嘴社区、唐刘村、观淮村、引河村、新迁村、岗洼村、何岗村、沈集村、梁集村、观音村、邵墩村、朱巷村、洪星村、谢庄村、徐家岗村、大嘴村、铁营村和淮西村。